# Parameria densiflora
Parameria densiflora är en oleanderväxtart som beskrevs av Oliver. Parameria densiflora ingår i släktet Parameria och familjen oleanderväxter. Inga underarter finns listade i Catalogue of Life.